# Laurent-Désiré Kabila
Laurent-Désiré Kabila (Ankoro, 27 november 1938 – Kinshasa, 16 januari 2001), kortweg Laurent Kabila genoemd, was een Congolese revolutionair en politicus die diende als de derde president van de Democratische Republiek Congo van 1997 tot aan zijn moord in 2001.
Als langdurige tegenstander van Mobutu Sese Seko leidde hij de Alliantie van Democratische Strijdkrachten voor de Bevrijding van Congo (ADFL), een rebellengroep gesponsord door Rwanda en Oeganda, die Zaïre binnenviel en Mobutu omverwierp tijdens de Eerste Congolese Burgeroorlog van 1996 tot 1997. Als de nieuwe president van het land, waarvan de naam werd terugveranderd naar de Democratische Republiek Congo, bevond Kabila zich in een delicate positie als marionet van zijn buitenlandse steunpilaren. Het daaropvolgende jaar gaf hij het bevel tot vertrek van alle buitenlandse troepen uit het land na het bloedbad van Kasika om een mogelijke coup te voorkomen, wat leidde tot de Tweede Congolese Burgeroorlog waarin zijn voormalige Rwandese en Oegandese bondgenoten verschillende rebellengroepen begonnen te steunen om hem omver te werpen, waaronder de Congolese Rally voor Democratie (RCD) en de Congolese Bevrijdingsbeweging (MLC). Tijdens de oorlog werd hij vermoord door een van zijn bodyguards, en tien dagen later werd hij opgevolgd door zijn 29-jarige zoon Joseph Kabila.

## Biografie
Hij behoorde tot de Luba-bevolkingsgroep uit Katanga. In de jaren zestig studeerde Kabila in Frankrijk en werd een overtuigd marxist en een aanhanger van Patrice Lumumba en Pierre Mulele.

## Simba-opstand
Begin 1964 startte Mulele met zijn Nationale Bevrijdingsraad (NLC) een gewapende strijd in Kwilu. Kabila volgde drie maanden later en begon met zijn vriend Gaston Soumialot de Simba-opstand in het gebied rond Uvira in Oost-Zaïre. In 1965 vocht Che Guevara aan de zijde van Laurent Kabila. Van alle Congolese maquisards die Che Guevara in Congo hielpen was hij degene die bij Che het hoogst in aanzien stond, al was Che niet erg te spreken over hun kwaliteiten. 
Eind 1965 mislukte de Simba-opstand en werd de NLC verslagen. Hierna ging Kabila over tot het smokkelen van goud en tropisch hout via het Tanganyikameer. Hij baatte ook een bar en een bordeel uit in Tanzania. 
Twee jaar later richtte Kabila de Revolutionaire Volkspartij (PRP) op en vanuit haar basis in de bergen rond Fizi en Baraka voerde de militaire vleugel onder leiding van Kabila achttien jaar strijd tegen het bewind van Mobutu Sese Seko. Na een offensief van het Zaïrese leger eind 1984 werd de PRP verdreven en Kabila verdween.

## Eerste Congolese Burgeroorlog
In oktober 1996 vielen Rwandese en Oegandese milities het toenmalige Zaïre binnen en begon de Eerste Congolese Burgeroorlog. Kabila's RVP fuseerde met drie of vier andere grote verzetsbewegingen tot de ADFL, waardoor de inval een binnenlands karakter kreeg. Kabila, aanvankelijk een woordvoerder van de ADFL, slaagde erin de controle te verwerven over de beweging. De oorspronkelijke aanval tegen de Interahamwe die de controle hadden over de vluchtelingenkampen in de provincie Kivu groeide uit tot opstand tegen Mobutu vanuit Congolees perspectief en een genocide tegen vluchtende Hutu-milities vanuit Rwanda. In mei 1997 vluchtte Mobutu weg uit Zaïre en op 17 mei riep Kabila zich uit tot president van de Democratische Republiek Congo.

## Presidentschap
Kabila's presidentschap bracht geen democratie, noch voorspoed in Congo. Een van zijn raadgevers was de Belg Ludo Martens. Mensenrechtenorganisaties berichtten over voortgaande wreedheden tegen Hutu's en andere schendingen van de mensenrechten, waaronder de vervolging van politieke opposanten.

### Tweede Congolese Burgeroorlog
In 1998 verbraken Oeganda en Rwanda hun contacten met Congo en trokken hun militaire steun in. De ontevredenheid over Kabila's regime nam toe en er ontstond een Tweede Congolese Burgeroorlog. Hierbij vielen Rwandese en Oegandese milities opnieuw Congo binnen, maar nu tegen Kabila. Ook nu werd de buitenlandse inval snel opgesmukt met een inderhaast opgericht Congolees leger, het Rassemblement congolais pour la démocratie. Maar in tegenstelling tot de gebeurtenissen van 1996-1997 kon niemand de overhand halen en eindigde de oorlog in een patstelling.

## Moord en proces
Op 16 januari 2001 kwam Kabila tijdens een mislukte staatsgreep om het leven. Een van zijn 
lievelingskindsoldaten, Rachidi Mizeli, schoot hem neer in zijn bureau in het Palais de Marbre, het marmeren paleis (Kinshasa) gebouwd door Mobutu Sese Seko. De dader werd door een paleiswacht gedood. Zijn zoon, Joseph Kabila, volgde hem op.
In januari 2003 werden dertig personen schuldig verklaard door een rechtbank, onder wie de adjudant van Kabila Eddy Kapend Irung. Hij werd met anderen ter dood veroordeeld, maar het vonnis werd nooit voltrokken. Op 31 december 2020 kregen ze gratie van president Félix Tshisekedi. Een week later verlieten ze de gevangenis.